# Toni Schruf

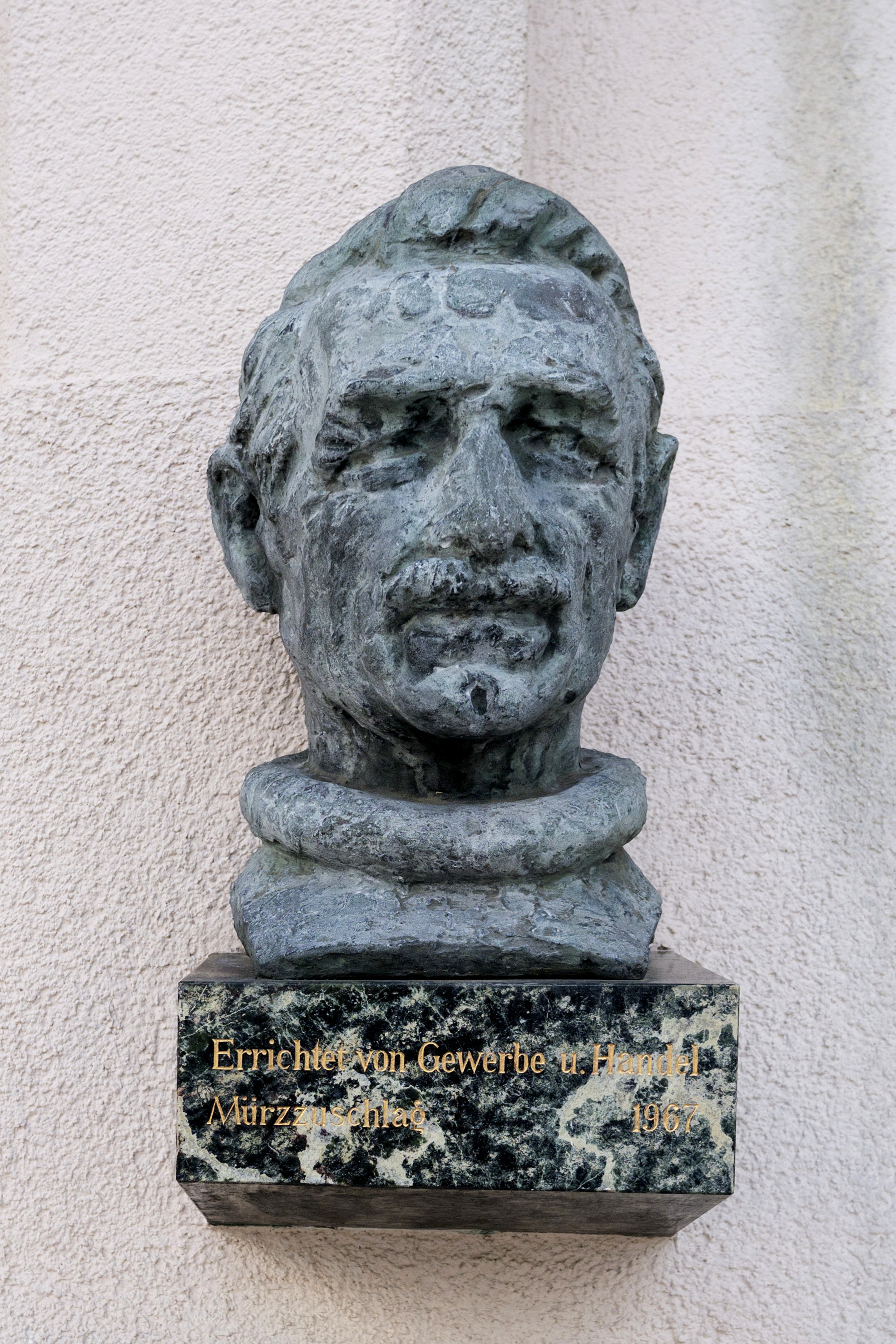
Büste an der alten Ratsburg in Mürzzuschlag

Toni Schruf (* 26. September 1863 in Mürzzuschlag; † 16. Februar 1932 ebenda) war ein österreichischer Skiläufer, Bergsteiger sowie regionaler Unternehmer und gilt als mitteleuropäischer Skisport-Pionier und steirischer Tourismusmanager.

## Hotelier und Tourismusmanager
Der Sohn eines Gastwirts absolvierte nach der Pflichtschule eine Ausbildung im Gastgewerbe, verbrachte seine Lehrjahre im Ausland und übernahm 1889 den elterlichen Gasthof Post in Mürzzuschlag, den er zu einem angesehenen Hotel ausbaute.
Als Hotelier, aber auch begeisterter Alpinist und Dichter forcierte er den Fremdenverkehr im Mürztal und in der ganzen Steiermark. Unterstützt von der Familie seiner Frau Sophie (geborene Ramsauer), errichtete Schruf das Ausflugsgasthaus am Bärenkogel. Bei schönem Wetter wurden sonntags in einer nahen Naturarena Theateraufführungen abgehalten. Die Theatergruppe reiste ebenson wie viele Gäste mit der Südbahn von Wien nach Mürzzuschlag, speiste im Hotel Post zu Mittag und wanderte beziehungsweise fuhr (in späteren Jahren) mit Pferdekutschen auf den Bärenkogel. Dieser war ursprünglich nur über Wanderwege erreichbar (teilweise mit abgesicherten Kletterstellen, über den Franz Conrad von Hötzendorf-Steig) erreichbar, erst später wurde eine Straße gebaut.
Zu Schrufs Freundeskreis gehörten unter anderen der Krieglacher Heimatdichter Peter Rosegger und der Polarforscher Fridtjof Nansen. Am 22. Februar 1900 gründete Schruf im Roseggerstüberl seines Hotels in Mürzzuschlag die Rosegger-Gesellschaft Mürzzuschlag.

## Skisportpionier
Schruf unternahm im Jahr 1890 mit dem Grazer Radsportler und Sektfabrikanten Max Kleinoscheg die ersten Versuche auf Skiern in Mitteleuropa. Dazu ließ sich Kleinoscheg Skier aus Norwegen liefern und benutzte diese zunächst als Aufstiegshilfe. Kleinoscheg, Schruf und der Postbeamte Walther Wenderich bestiegen am 13. Februar 1892 das 1782 Meter hoch gelegene Stuhleck und veranstalteten am 2. Februar 1893 in Mürzzuschlag das erste Skirennen in Mitteleuropa. Im selben Jahr gründeten sie den „Verband steirischer Skiläufer“, der sich als Proponent des Norwegischen Skilaufs gegen den von Mathias Zdarsky eingeführten Alpinen Skilauf stellte.
1894 organisierten sie eine Wintersportausstellung und machten damit den Skisport populär. Höhepunkt in Schrufs Wirken dürften die Abhaltung der „Nordischen Spiele“ 1904 in Mürzzuschlag gewesen sein, ein Vorläufer der Olympischen Winterspiele.
Im Stadtzentrum von Mürzzuschlag befindet sich heute ein modernes Wintersportmuseum mit der größten Anzahl wintersporthistorischer Exponate der Welt.

## Anerkennungen
- 1967 Büste an der Alten Ratsburg in Mürzzuschlag
- Toni-Schruf-Volksschule in Mürzzuschlag
- Toni-Schruf-Gasse in Mürzzuschlag
- Toni-Schruf-Straße in Mitterdorf im Mürztal
- Toni-Schruf-Weg im Bezirk St. Peter in Graz